# Heliconius messene
Heliconius messene är en fjärilsart som beskrevs av Felder 1862. Heliconius messene ingår i släktet Heliconius och familjen praktfjärilar. Inga underarter finns listade i Catalogue of Life.